# Người Mỹ gốc Hà Lan
Người Mỹ gốc Hà Lan (tiếng Anh: Dutch Americans, tiếng Hà Lan: Nederlandse Amerikanen) là một thuật ngữ rất dễ nhầm lẫn với người Hà Lan PennsyIvannia vậy ta không nên nhầm giữa hai thuật ngữ này với nhau, là công dân của Hợp chúng quốc Hoa Kỳ có nguồn gốc tổ tiên đến từ Hà Lan trong thời gian qua hoặc ở xa. Cho dù đó là cố ý, họ thường duy trì kết nối với di sản Hà Lan của họ, ví dụ như có họ của Hà Lan hoặc thuộc về một nhóm cộng đồng người Hà Lan. Khu định cư của người Hà Lan tại châu Mỹ bắt đầu vào năm 1613 với Tân Amsterdam, nơi được trao đổi với người Anh để lấy Suriname hiện tại tại Hiệp ước Breda (1667) và đổi tên thành Thành phố New York. Người Anh chia thuộc địa của Hà Lan là Tân Hà Lan thành hai mảnh và đặt tên cho chúng New York và New Jersey. Làn sóng nhập cư tiếp theo xảy ra trong thế kỷ 19 và 20.
Theo Khảo sát cộng đồng Mỹ năm 2013, ước tính 4,5 triệu người Mỹ tuyên bố toàn bộ hoặc một phần di sản Hà Lan. Ngày nay, phần lớn người Mỹ gốc Hà Lan sống ở Michigan, California, Montana, Minnesota, Illinois, New York, Wisconsin, Idaho, Utah, Iowa, Ohio, Tây Virginia và Pennsylvania.

## Nhân vật nổi tiếng

### Nhà chính trị

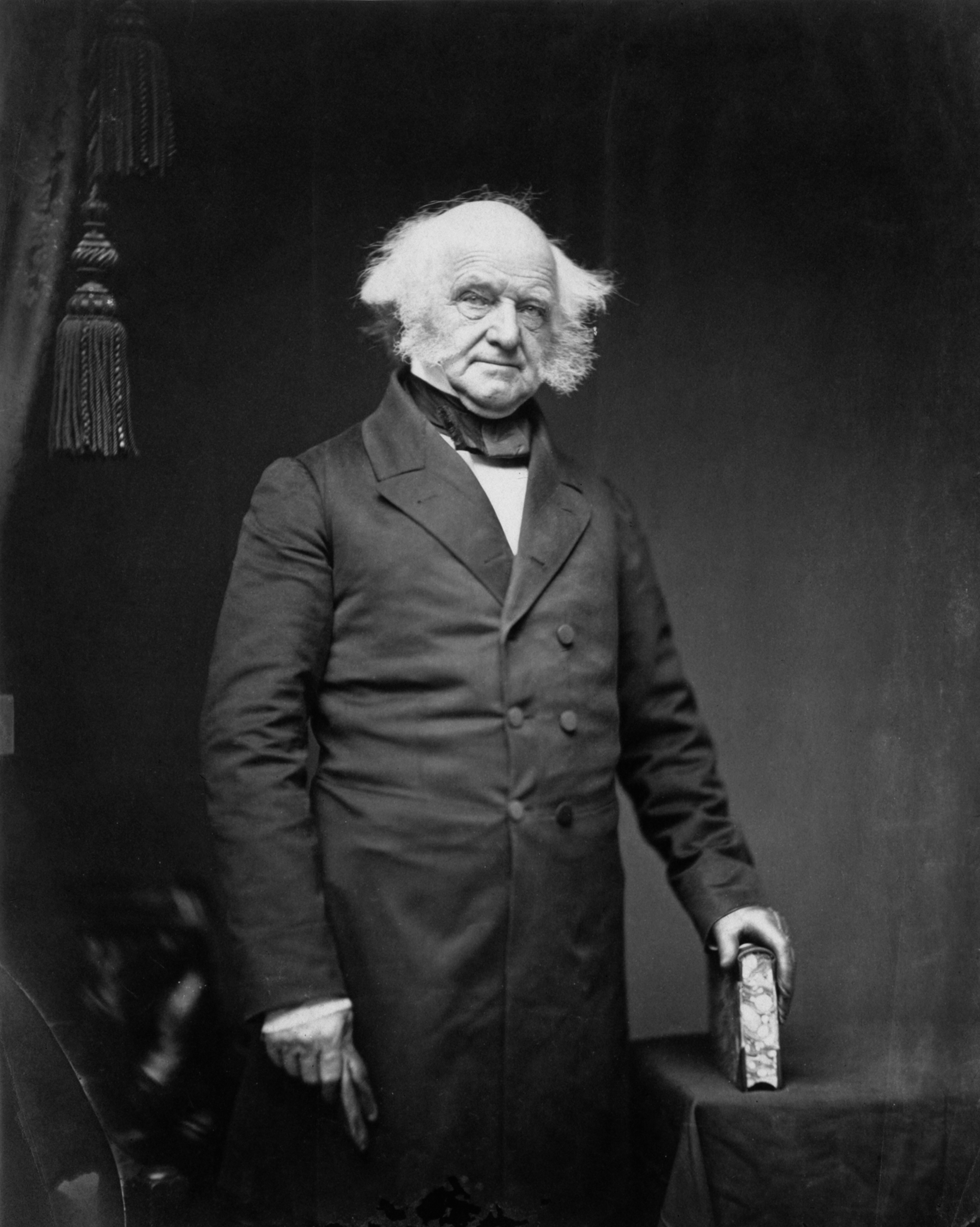
Martin Van Buren, tổng thống Mỹ thứ 8.
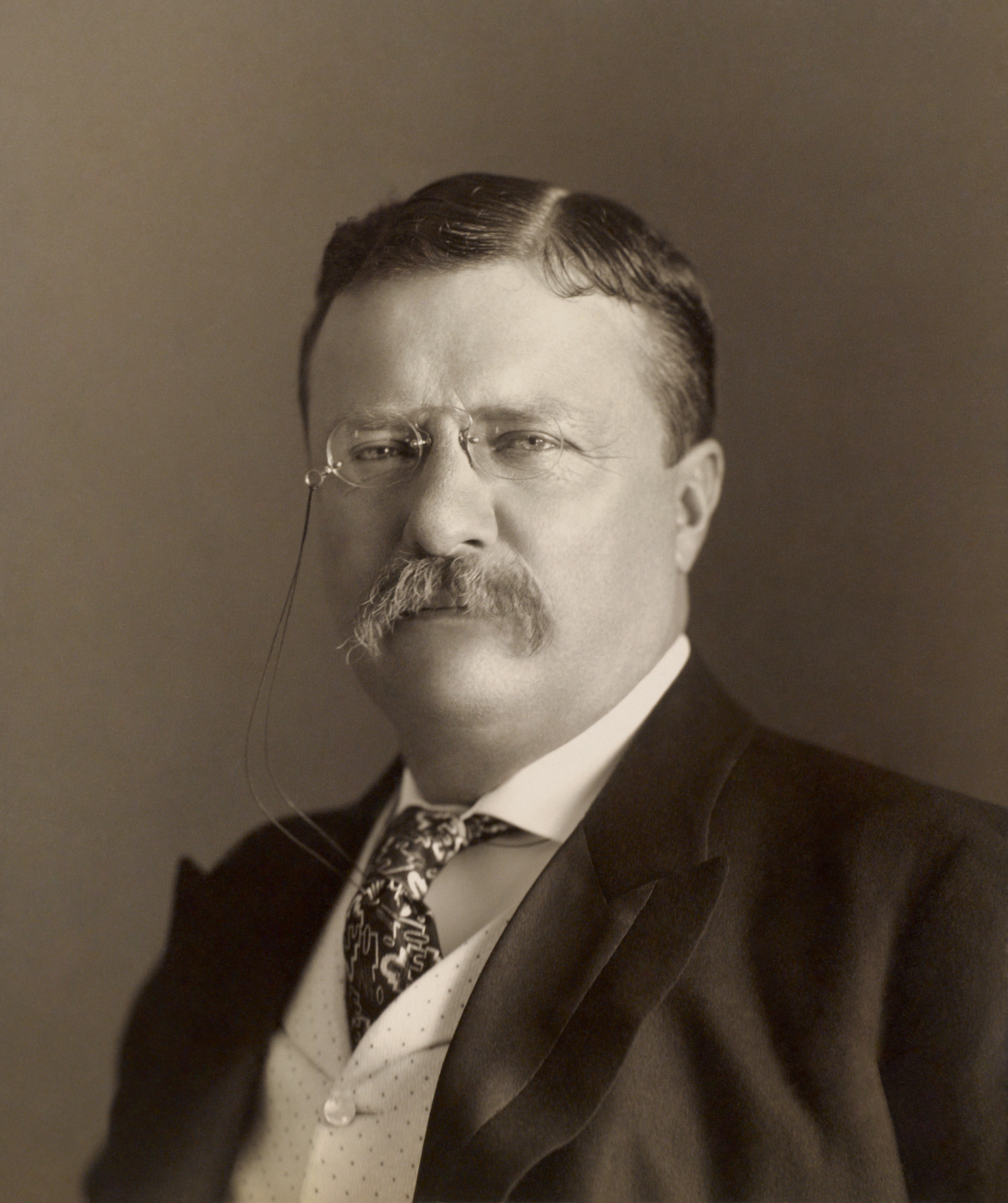
Theodore Roosevelt, tổng thống Mỹ thứ 26.
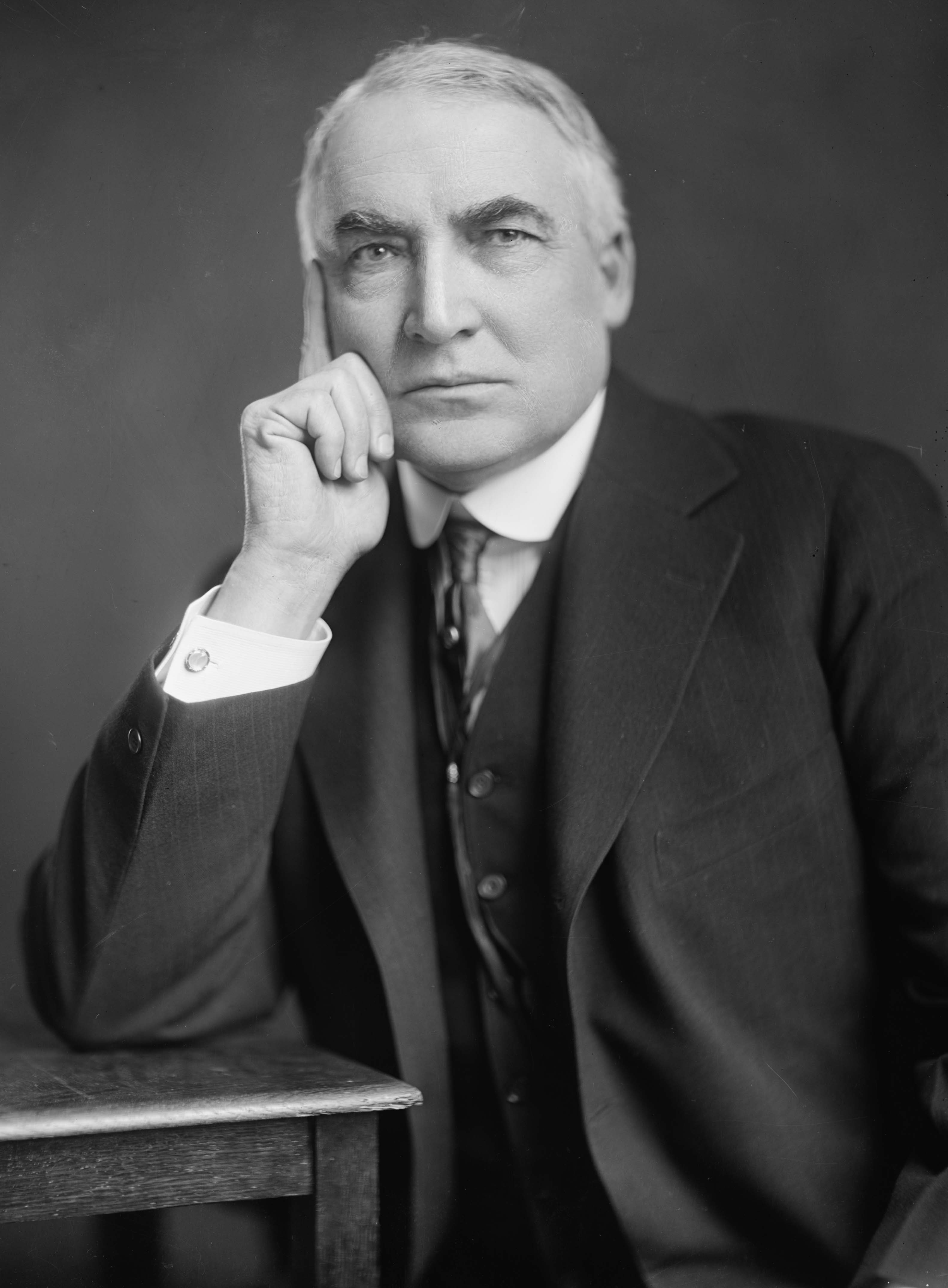
Warren G. Harding, tổng thống Mỹ thứ 29.
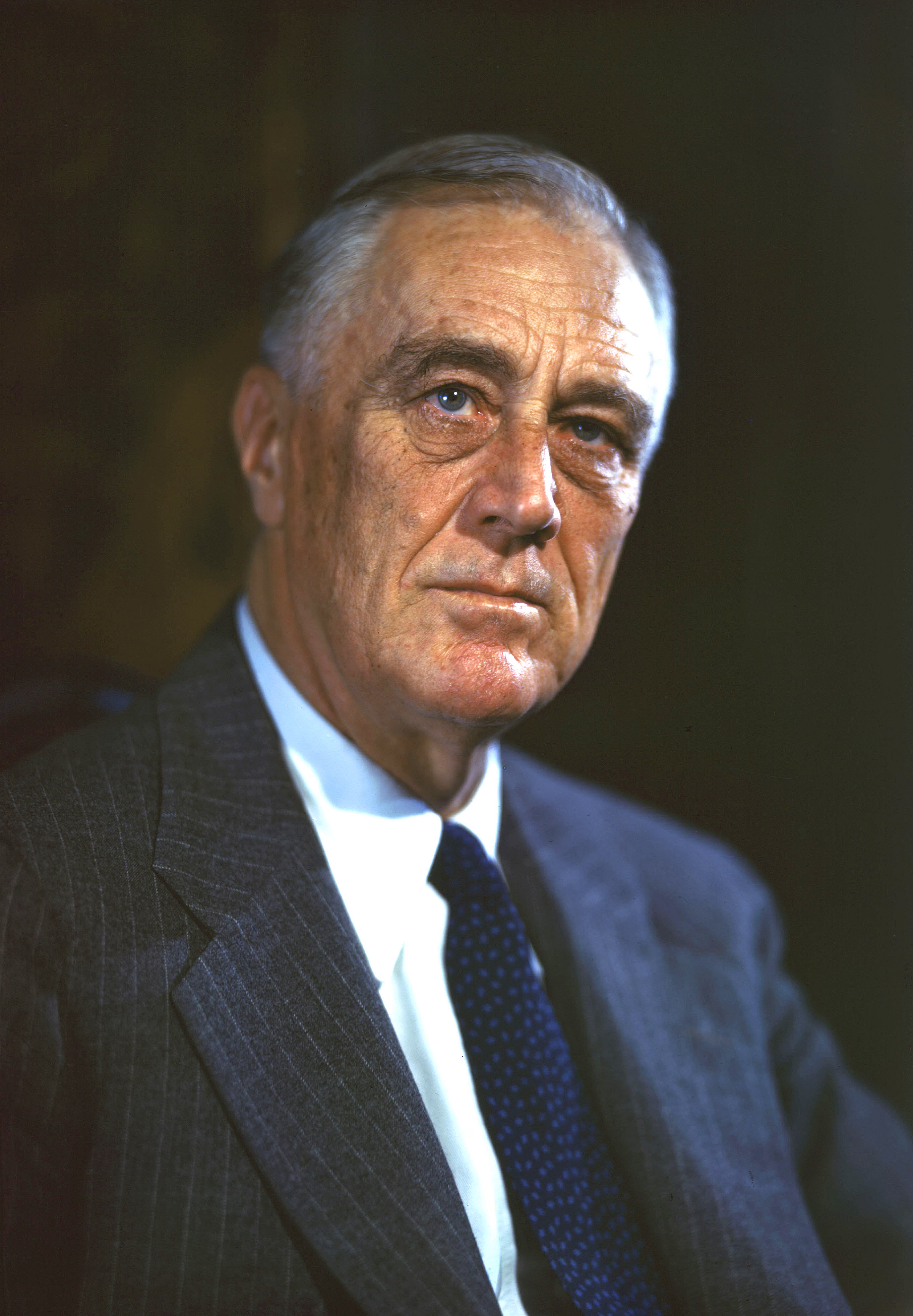
Franklin D. Roosevelt, thống thống Mỹ thứ 32.

### Nghệ sĩ, diễn viên

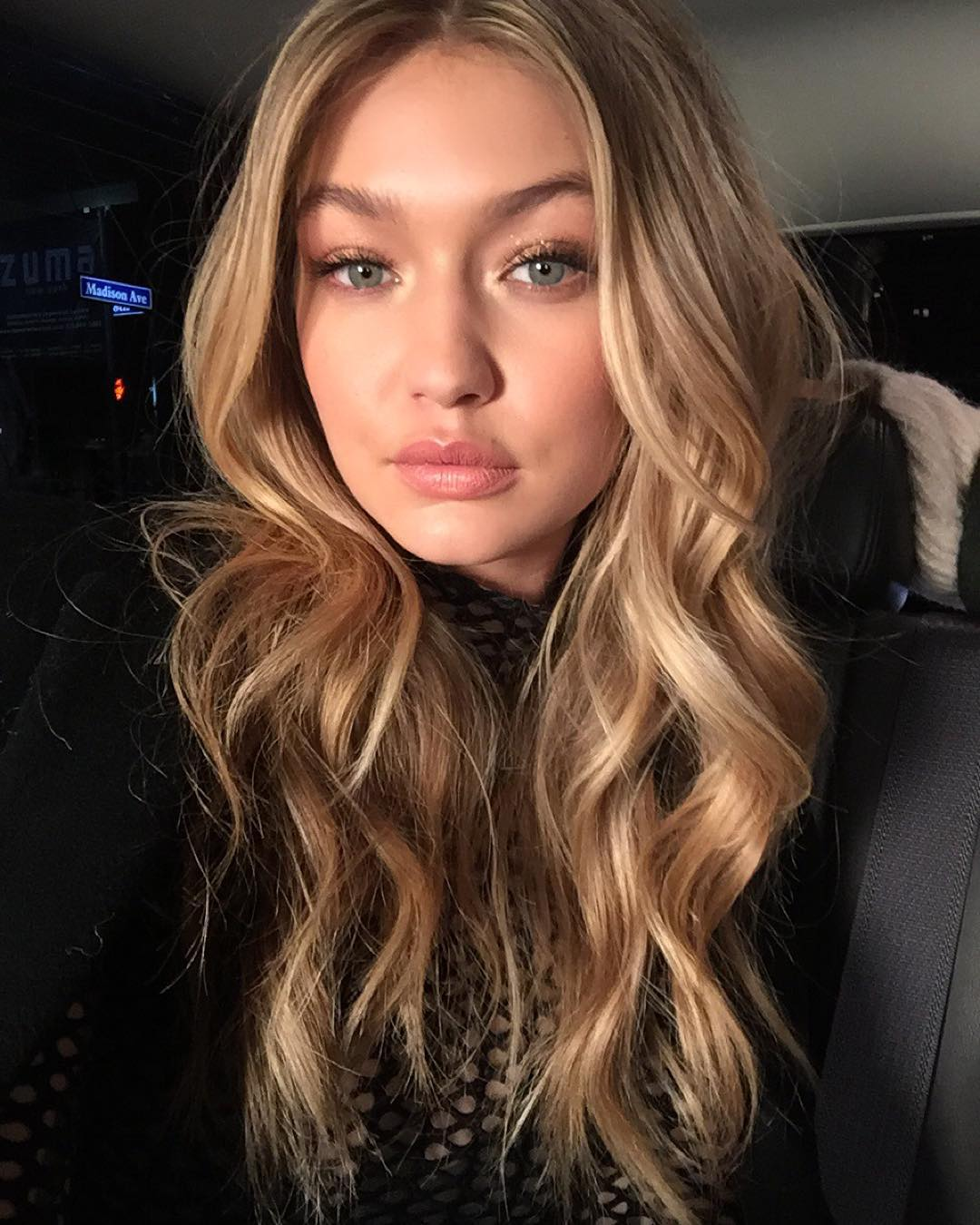
Gigi Hadid, người mẫu.

### Nhà phát minh

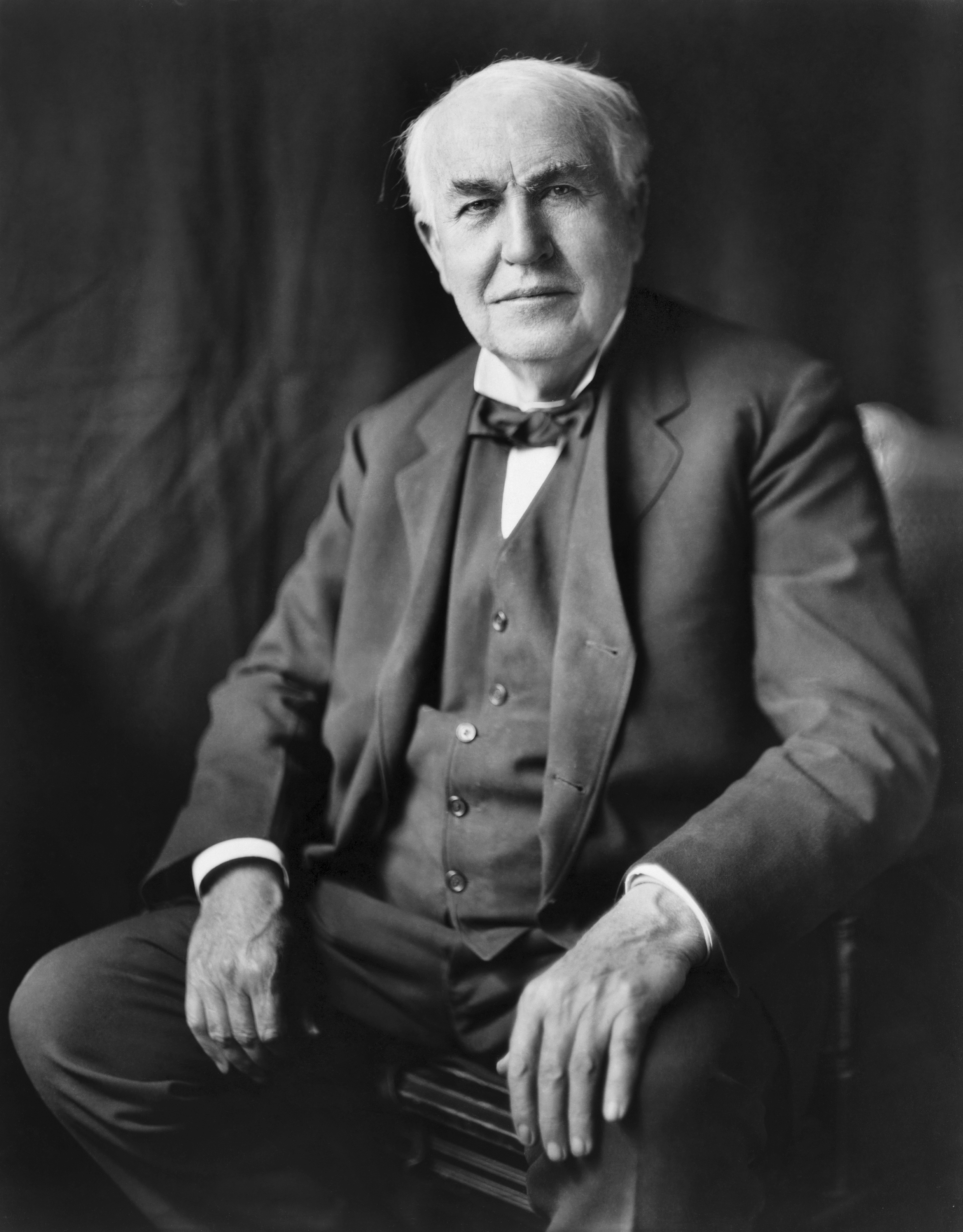
Thomas Edison, nhà phát minh